# ای‌اس-۴۵ کمبریج
ای‌اس-۴۵ کمبریج (به انگلیسی: Airspeed_Cambridge) یک هواگرد ملخ‌پیشین تک‌موتوره از نوع نظامی پیشرفته ساخت شرکت Airspeed Limited است. هواگرد ای‌اس-۴۵ کمبریج نخستین پروازش را در ۱۹ فوریه ۱۹۴۱ میلادی انجام داد. در مجموع، تعداد ۲ فروند از این هواگرد ساخته شده‌است.